# Yasin
Yasin (àrab: ياسين, Yāsīn), també conegut com Yassin o Al-Yassin, és un llançacoets antitancs desenvolupat per Hamàs el 2004. Emprat principalment per les Brigades Izz ad-Din al-Qassam, també ha estat utilitzat per la Policia Naval i per milicians de Fatah i del Front Popular per a l'Alliberament de Palestina.

## Història
Presentat el 30 d'agost de 2004, el Yasin va ser desenvolupat pels enginyers de Hamàs de la Unitat de Recerca i Indústria, dirigida per Adnan al-Ghoul, assassinat a Gaza per l'exèrcit israelià el 22 d'octubre de 2004.

Utilitzada per primera vegada contra soldats israelians el 2005, després de la Guerra del Líban de 2006 la seva producció es va accelerar en previsió d'un conflicte armat amb Israel. Durant el conflicte de Gaza de 2006 es va usar contra les forces israelianes desplegades a la Franja de Gaza. El 14 d'agost de 2007 Hamàs va informar que havia disparat un Yasin contra un tanc israelià a Khan Yunis. Durant l'Operació Plom Fos els oficials de la Policia Naval van ser entrenats en el seu ús.

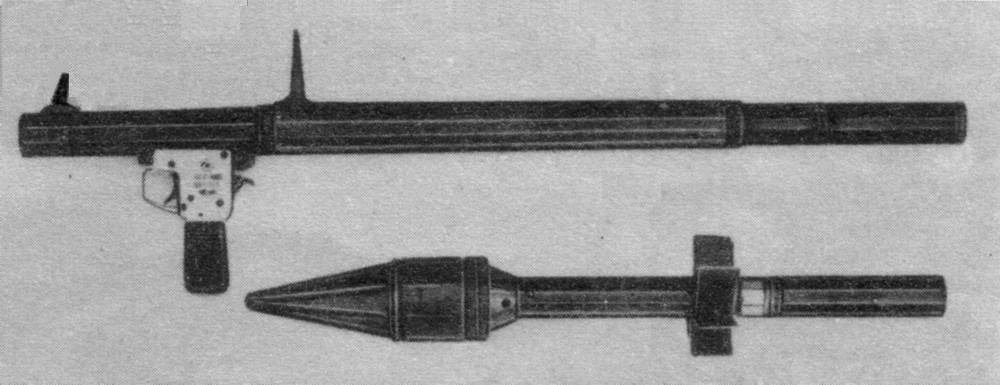
RPG-2 i munició PG-2

El disseny del Yasin va ser influenciat pels RPG-2 i RPG-7 soviètics. Del primer va utilitzar el disseny del tub del llançador de coets, la forma externa de l'ogiva i el motor del coet que són força senzills. Del RPG-7 va copiar l'ogiva millorada i el broquet divergent a la part posterior del llançador per a desviar el retrocés generat en llançar el coet amb un propulsor de coet connectat a la granada propulsada per ampliar el seu abast. El con gran a l'extrem posterior del llançador Yasin és, per tant, típic del RPG-7. Porta un farciment explosiu fet de trinitrotoluè fos i nitrat d'amoni en pols, i té un abast efectiu de 300 metres.

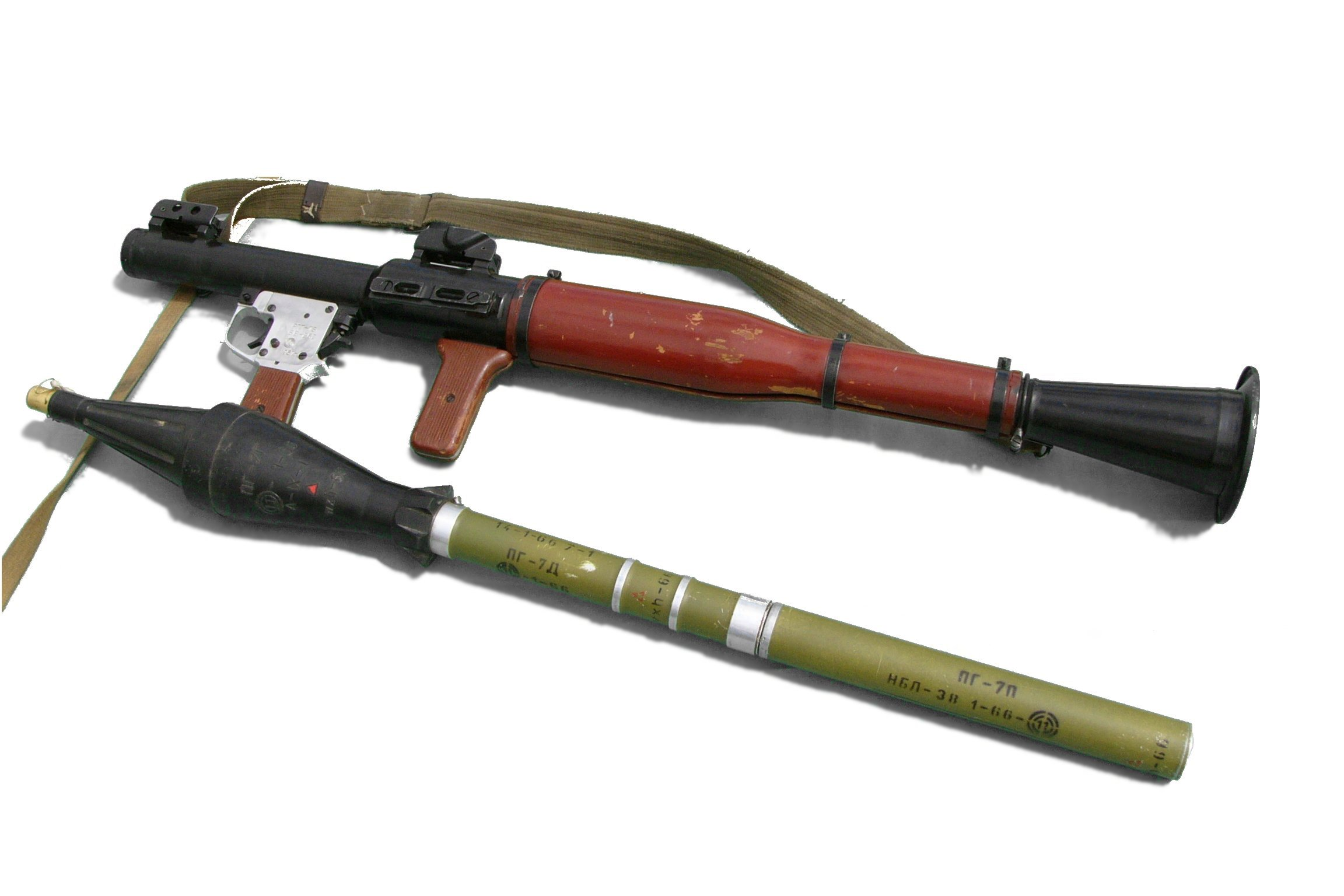
RPG-7 i munició PG-7

Segons els combatents de les brigades Saladí dels Comitès de Resistència Popular, un Yasin va poder enderrocar un Merkava Mk. 3 en una data no revelada disparant-li en un «punt feble». No obstant això, és més eficaç en la guerra urbana i és capaç de destruir parets de maó i penetrar 21 cm d'acer a partir de 150 metres. El Yasin 105, dissenyat per a ser més eficaç contra el blindatge reactiu, es va veure en acció per primera vegada durant la Guerra entre Israel i Gaza de 2023.